# Opioid

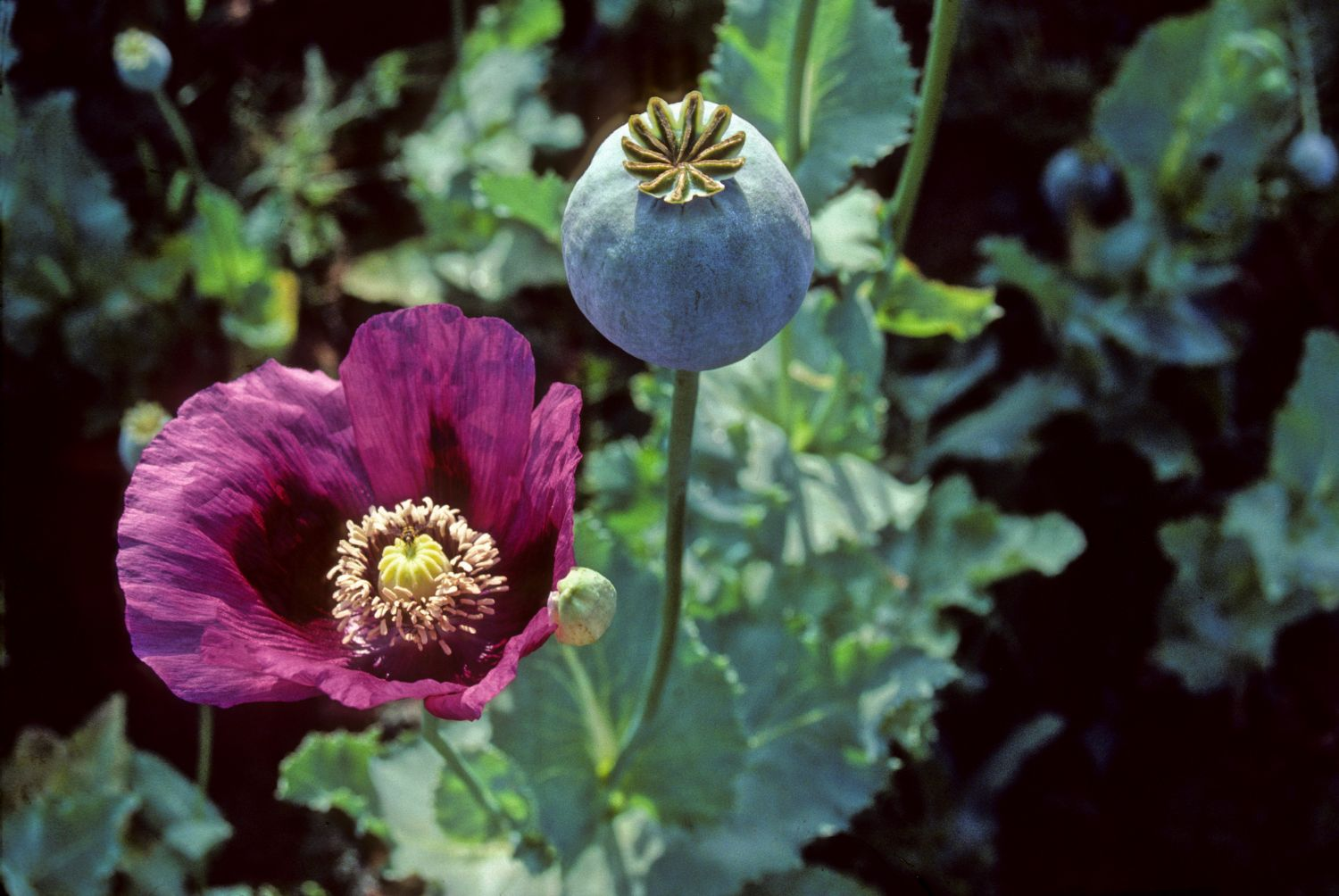
Papaver somniferum

Opioid (greacă ὄπιον și εἶδος - asemănător opiului) este un termen care definește o grupă de substanțe chimice heterogene naturale și sintetice înrudite cu morfina. 
Opioidele pot fi: 
- endogene: produse de organism în cazurile de stres pentru a reduce senzațiile dureroase (de ex. beta-endorfinele);
- exogene: cele care sunt administrate din exterior cu scop terapeutic sau recreațional.

Spectrul de acțiune al opioidelor este foarte complex și diferit, dar rolul cel mai important al lor este acțiunea intens analgezică, ele oferind rezultate superioare majorității altor substanțe cu rol similar. Utilizarea lor este însă limitată de potențialul adictiv foarte ridicat, în special în cazul celor care produc euforie intensă. Printre efectele nedorite se mai numără depresia respirației (ceea ce produce hipoventilație pulmonară și hipoxie) și peristaltismului intestinal (constipația),
Efectele psihotrope se manifestă prin efecte hipnotice, anxiolitice și euforice.

## Opioidele uzuale
| Nume                      | Potență relativă | Timpul minim de acțiune | Clasificare                   | Observații                                    |
| ------------------------- | ---------------- | ----------------------- | ----------------------------- | --------------------------------------------- |
| Sufentanil                | ~1000            | 30 min                  | agonist                       | BTM; cel mai puternic analgezic cunoscut      |
| Remifentanil              | ~100-200         | 8-10 min                | agonist                       | BTM; timp de înjumătățire foarte scurt        |
| Fentanil                  | 120              | 30 min                  | agonist                       | BTM; bun pentru neuroleptanalgezie            |
| Alfentanil                | 30-40            | 10 min                  | agonist                       | BTM                                           |
| Buprenorfină              | ~30              | 6-8 h                   | agonist parțial               | BTM                                           |
| Hidromorfonă              | 7,5              | 3-5 h                   | agonist                       | BTM                                           |
| Oxicodonă                 | 3                | 3,5 - 7 h               | agonist                       | BTM                                           |
| Diacetilmorfină (Heroină) | 2,5              | 3-4 h (metabolit)       | agonist                       | nefolosit                                     |
| Levometadonă              | 2                | 5-7 h                   | agonist                       | BTM                                           |
| Hidrocodonă               | 1,5              | 4-8 h                   | agonist                       | BTM                                           |
| Morfină                   | 1                | 2-4 h                   | agonist                       | BTM; substanță de referință pentru opioide    |
| Piritramidă               | 0,7              | 4-6 h                   | agonist                       | BTM                                           |
| Nalbufină                 | 0,5-0,7          | 3-6 h                   | combinație agonist-antagonist |                                               |
| Pentazocină               | 0,3              | 2-4 h                   | combinație agonist-antagonist | BTM                                           |
| Codeină                   | 0,2              | 4 h                     | agonist                       | BTM                                           |
| Dihidrocodeină            | 0,2              | 3-4 h                   | agonist                       | BTM                                           |
| Petidină                  | 0,1              | 2-4 h                   | agonist                       | BTM                                           |
| Tramadol                  | 0,1-0,2          | 4 h                     | agonist                       |                                               |
| Tilidină                  | 0,1-0,2          | 3-4 h                   | agonist                       |                                               |
| Naloxonă                  |                  | 1-4 h                   | antagonist                    | administrare intravenoasă                     |
| Naltrexonă                |                  | bis 24 h                | antagonist                    | administrare orală                            |
| Loperamidă                |                  |                         |                               | antidiareic, nu pătrunde în SNC               |
| Apomorfină                |                  |                         |                               | emetic, activ asupra receptorilor de dopamină |